# Tuhala
Koordinaten: 59° 13′ N, 24° 58′ O

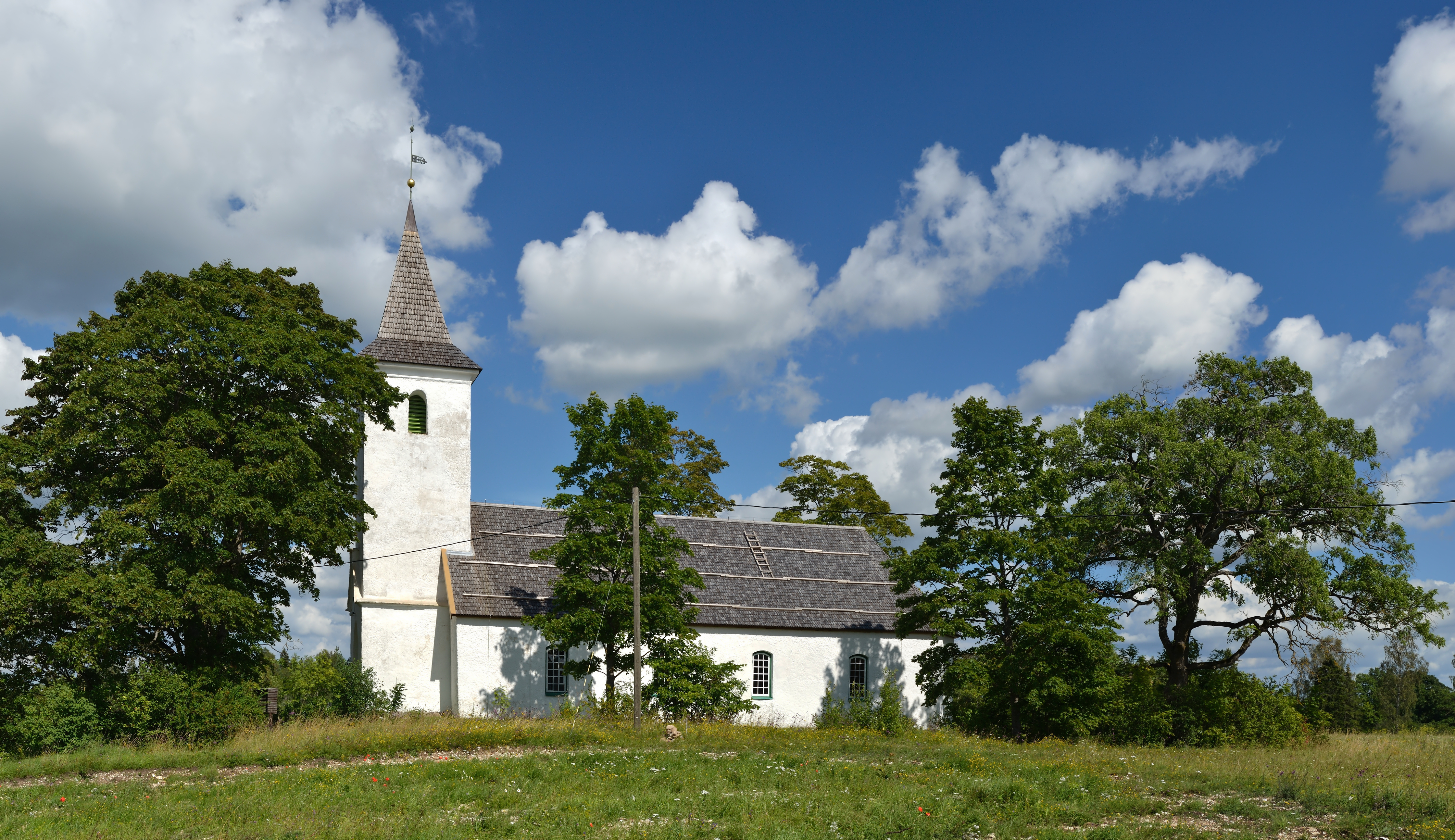
Die Kirche von Tuhala

Tuhala (deutsch Toal) ist ein Dorf (estnisch küla) in der estnischen Landgemeinde Kose (Kosch) im Kreis Harju (Harrien). Es hat 73 Einwohner (Stand 2000).

## Geschichte und Sehenswürdigkeiten
Der Ort Tuhala wurde erstmals 1241 urkundlich erwähnt. Das Dorf liegt am gleichnamigen Fluss, dem Tuhala jõgi. Die Karstlandschaft (188 ha) und die zahlreichen Höhlen sind Naturschutzgebiet. In ihm finden sich elf prähistorische Siedlungsreste, darunter im Moor von Heinasoo Spuren eines Balkenwegs aus dem 3./4. Jahrhundert nach Christus. Ein kleines „Naturzentrum“ erläutert die Geologie der Region. Unweit befindet sich seit 2001 ein Denkmal für den estnischen Geologen und Speläologen Ülo Heinsalu (1928–1994).

### Gut Tuhala
Das Gut Tuhala ist seit 1468 nachgewiesen. Dessen berühmteste Persönlichkeit war der deutschbaltische Kartograph Ludwig August Mellin (1754–1835), der Herausgeber des Atlas von Lieffland oder von den beyden Gouvernementern und Herzogthümern Lieff- und Ehstland und der Provinz Oesel (Riga und Leipzig 1798). Aufständische brannten das Herrenhaus während der russischen Revolution 1905 vollständig nieder. Der erhaltene Park des Guts gehört mit über hundert botanischen Arten zu den artenreichsten in ganz Nordestland. Ein Gedenkstein erinnert an die historische Schule von Tuhala, die von 1639 bis 1768 existierte.

### Kirche
Der deutschbaltische Graf Carl Johann Mellin (1707–1775) ließ die Kirche von Tuhala errichten, 1777 wurde sie fertiggestellt. Der Kanzelaltar von Berent Geistmann im Stil der Renaissance stammt vom Beginn des 17. Jahrhunderts, die Windrose auf der Turmspitze von 1670. Die Orgel wurde 1849 von Gustav Normann für die Kirche in Kose (Kosch) gebaut und später nach Tuhala überführt. Auf dem nahe gelegenen Friedhof stehen zwei historische Grabkapellen.

### Hexenbrunnen

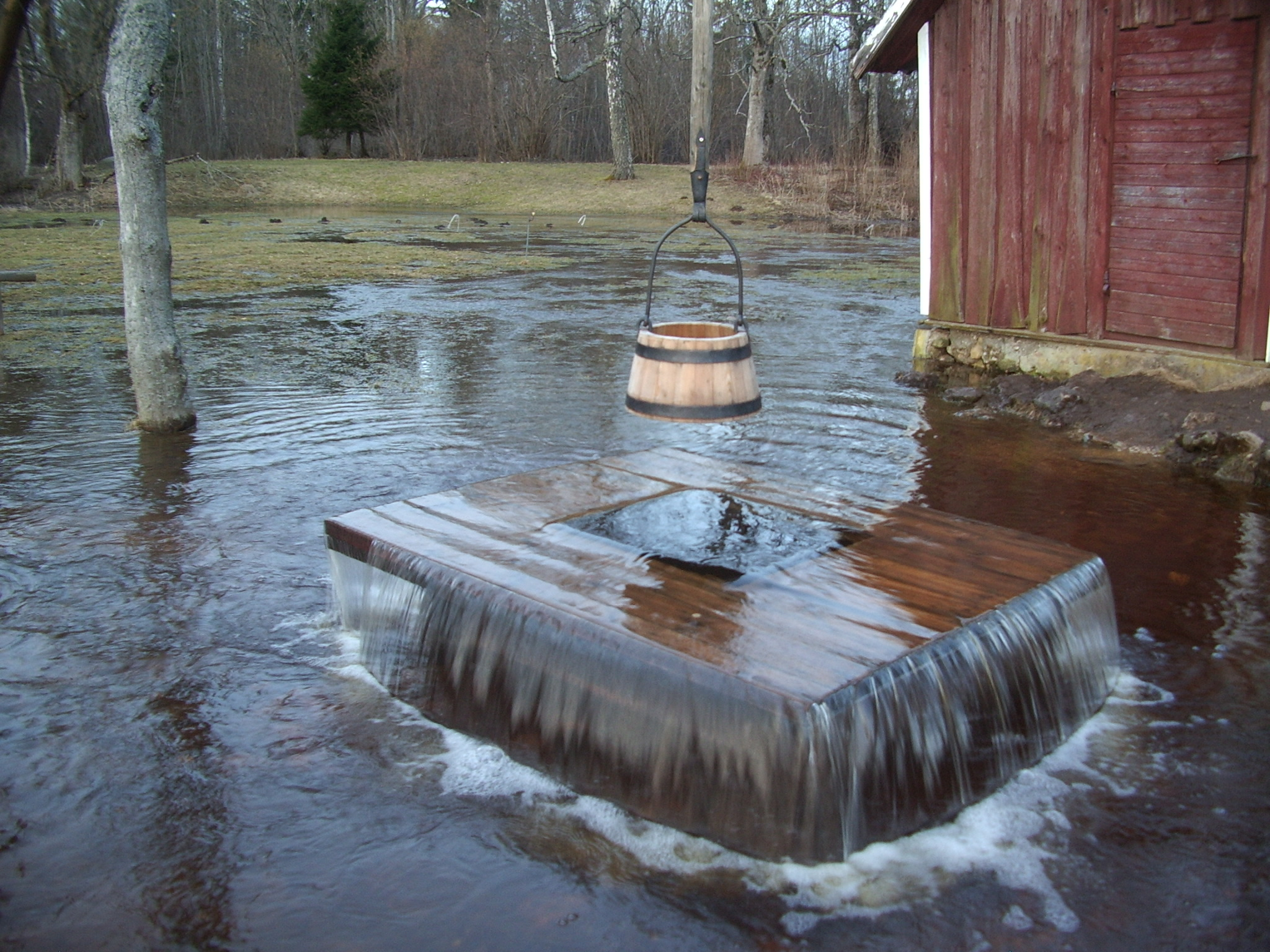
Der „Hexenbrunnen“ von Tuhala (Aufnahme von 2009)

Bekannt ist auch der „Hexenbrunnen von Tuhala“ (estnisch Tuhala nõiakaev) im Bauernhof Sulu. Meist im Frühling kommt es – nach heftigem Regen oder während der Schneeschmelze – zu einem Naturschauspiel: Bei starkem Anschwellen des Flusses Tuhala, der hier unterirdisch verläuft, treten bis zu 100 Liter Wasser pro Sekunde aus dem Brunnen heraus. Dieses „Überkochen“ bietet ein regelmäßiges Spektakel für Einheimische und Touristen.